# IMac
iMac es una serie de computadoras de escritorio fabricados por Apple Inc. Está orientada al mercado doméstico y todos sus modelos se caracterizan por no necesitar una torre y el monitor, el teclado y el mouse son los únicos aparatos. Desde la presentación del primer modelo en 1998, el iMac ha evolucionado a través de siete formas distintas.
Este ordenador goza de una popularidad relativamente alta debido a su estética que la diferencia del resto de ordenadores de sobremesa del mercado, campañas de mercadotecnia muy exitosas y una publicidad por emplazamiento muy agresiva en películas y series de producción norteamericana.
La i del nombre significa Internet, innovación, inspiración, instrucción, individual e informar, según lo que Steve Jobs declaró en la presentación del primer iMac; esta es una identidad de marca que Apple ha aplicado a la mayoría de sus productos.

## Modelos basados en PowerPC

### iMac G3
Artículo principal: iMac G3

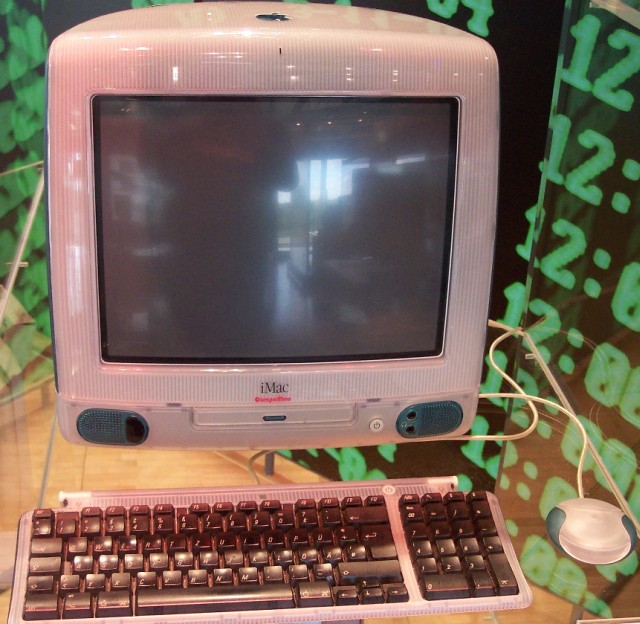
Uno de los iMac G3 originales, distinguido por la característica unidad óptica tipo bandeja. Los G3 iMac que siguieron a este tenían unidad tipo ranura.

(6 de mayo de 1998 - 18 de marzo de 2003)
El iMac G3 es el único iMac que incorpora un monitor CRT; de este modelo existen 16 versiones (o revisiones) que van desde el iMac original (con procesador G3 de 233 MHz y una unidad CD-ROM de carga por bandeja), hasta el último, con procesador G3 de 700 MHz, 256 MB de RAM, 40 GB de disco duro y una unidad de DVD/CD-RW de carga por ranura.
El iMac G3 fue el primer Macintosh en prescindir de tecnologías heredadas, como la unidad de disco flexible (disquetera) y puertos Apple Desktop Bus, a favor de incluir puertos USB; y estaba disponible en una amplia gama de colores. Inicialmente utilizaban el sistema Mac OS 8, pero las siguientes revisiones venían con Mac OS 9 y Mac OS X v10.0

### iMac G4
(7 de enero de 2002 - 1 de julio de 2004)

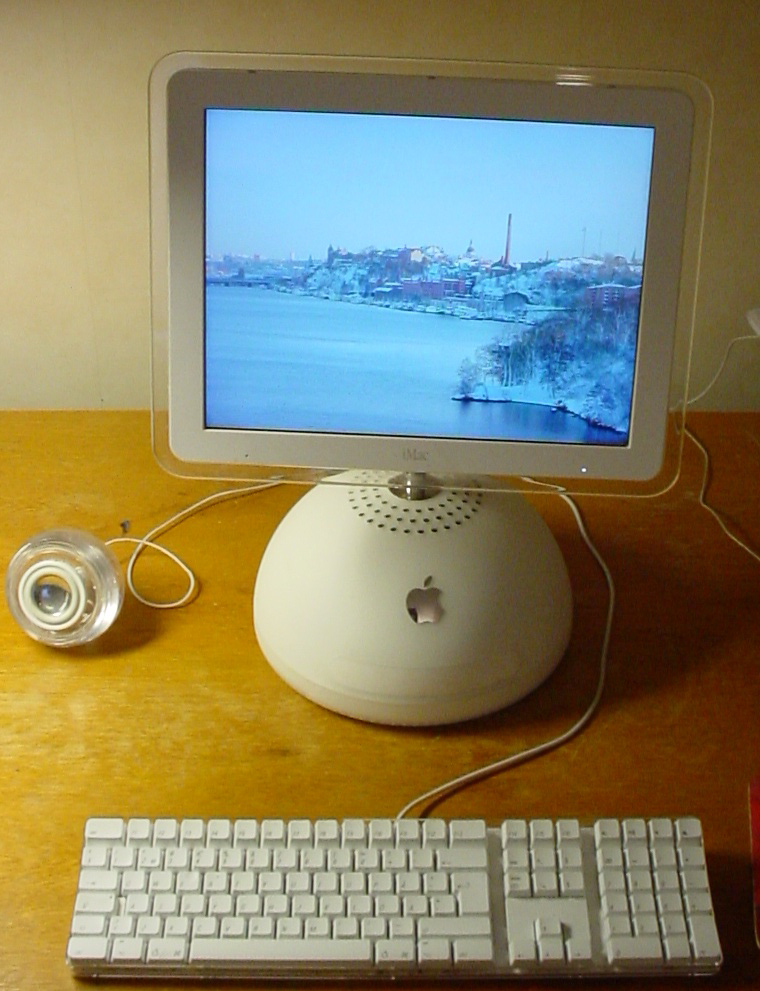
Un iMac G4, diseño de Jonathan Ive.

El iMac G4 supuso un cambio radical en cuanto al diseño. La CPU y el resto de componentes se encuentran ocultos en la semiesfera que hace de base y la pantalla TFT cuelga de un brazo articulado, permitiendo su libre orientación. Debido a este diseño se le conoce popularmente como lamparita.
Estuvo disponible con pantallas de 15", 17" y 20", y con procesadores PowerPC G4 (serie 74xx) desde los 700 MHz hasta los 1,25 GHz.
El iMac G4 está expuesto en el museo MOMA de Nueva York por su innovador diseño, que ha recibido numerosas críticas positivas.

### iMac G5

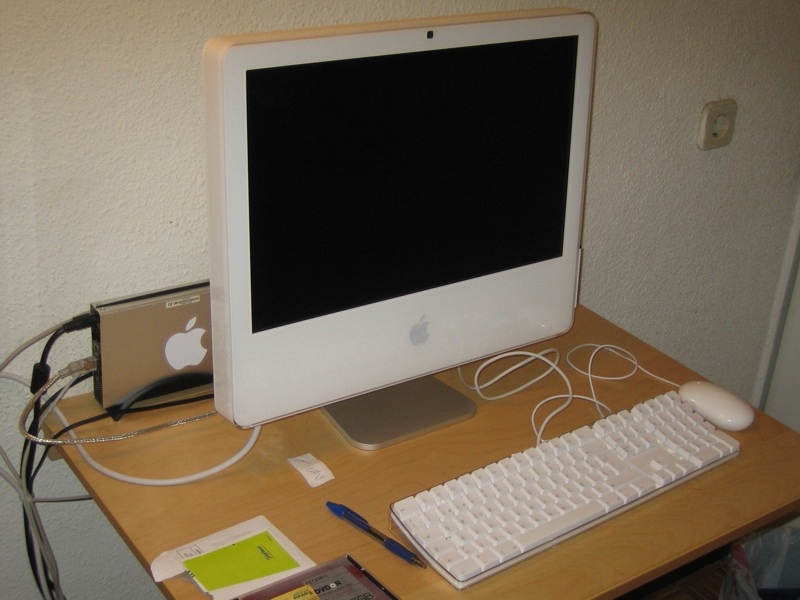
iMac G5 con cámara iSight integrada.

(1 de julio de 2004 - 10 de enero de 2006)
El iMac G5 integra la CPU y el resto de componentes detrás de su pantalla TFT, haciendo de ella una computadora muy compacta y de poca profundidad.
Estuvo disponible con procesadores G5 con velocidades desde los 1,6 GHz hasta los 2,1 GHz, y pantallas de 17" y 20". A diferencia de sus predecesores, el acceso a su interior es mucho más cómodo, pudiendo cambiar determinados componentes sin tener que desmontar toda la máquina.
La segunda revisión del iMac G5 incorporó un sensor de luz ambiental, mientras que la tercera revisión añadió una cámara integrada iSight para videoconferencias y un mando a distancia por infrarrojos (Apple Remote). También se rediseñó totalmente la circuitería interna, eliminando la facilidad de acceso a sus componentes que habían conquistado los iMac G5.

## Modelos basados en Intel

### iMac (Policarbonato)

#### iMac Core Duo (Principios de 2006)

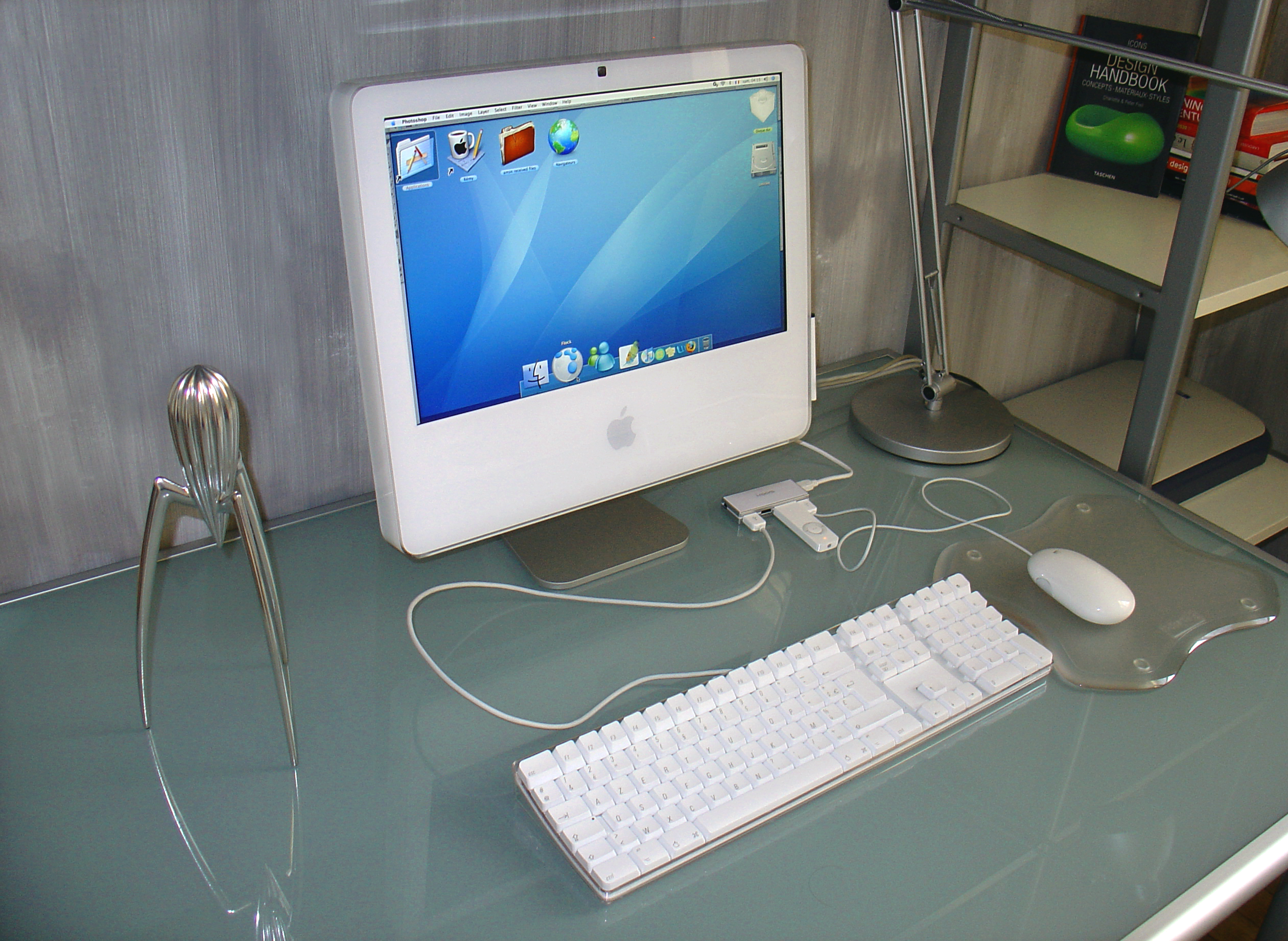
Un iMac 17" (Policarbonato) con procesador Intel Core Duo.

(10 de enero de 2006 - 6 de septiembre de 2006)
Fue el primer ordenador de Apple en montar un procesador Intel, un Core Duo de 32 bits y velocidades entre 1,83 GHz y 2 GHz. Estéticamente permanece inalterado respecto al iMac G5 con cámara iSight incorporada.
Este cambio de procesadores supone para los iMac un salto bastante grande en cuanto a potencia bruta de proceso. A partir de entonces, un iMac no difiere mucho internamente de un ordenador compatible que ejecute Windows, por lo que se lanza una carrera para ver quién consigue ejecutar Windows XP en un iMac. Finalmente se consiguió y el iMac se convirtió en el único ordenador capaz de ejecutar Mac OS X, Windows y GNU/Linux de forma nativa. Este modelo salió a un precio de 793,43€ P.V.P.
Poco después, Apple lanzó una beta pública del software llamado Boot Camp, que permite instalar Windows XP y Windows Vista en una partición del disco, eliminando así la necesidad de usar parches caseros.

#### iMac Core 2 Duo (Mediados y finales de 2006)
(6 de septiembre de 2006 - 7 de agosto de 2007)
Este iMac incorpora procesadores Intel Core 2 Duo, de 64 bits y doble núcleo, con velocidades de entre 1,83 GHz y 2,33 GHz. Su aspecto exterior es idéntico a los anteriores.
Se lanzaron modelos con pantallas de 17", 20" y 24". También se lanzó un modelo para educación de 17" que sustituyó el obsoleto eMac, y que sigue fabricándose a pesar del lanzamiento de la segunda generación de iMacs.
Los nuevos procesadores tienen una microarquitectura totalmente nueva, que entre otras cosas permite la virtualización de otros sistemas operativos. Esto abre la puerta a programas como Parallels o Virtual Machine, de VMWare, que facilitan la ejecución sin emulación de un sistema operativo dentro de Mac OS X. En otras palabras, es posible ejecutar Windows o Linux en una ventana dentro de Mac OS X sin tener que reiniciar y a una velocidad cercana a la total que permita el hardware.

### iMac (Aluminio)
(A partir del 7 de agosto de 2007)

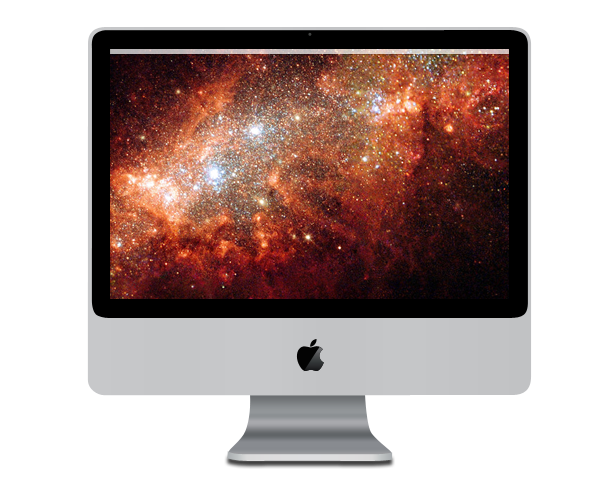
iMac (Aluminio)

La segunda generación de iMac Intel se caracteriza por el uso de aluminio y vidrio en su construcción, reflejando la reciente tendencia de Apple a abandonar el plástico blanco en sus diseños. El nuevo iMac es más fino que su predecesor y dispone de una pantalla de tipo glossy.
El nuevo iMac incorpora procesadores Intel Core 2 Duo de 64 bits con velocidades desde los 2 GHz hasta los 2,8 GHz. También cuenta con el nuevo chipset Santa Rosa de Intel y tienen tarjetas gráficas ATI Radeon HD (según el modelo: 2400XT o 2600PRO). El modelo con pantalla de 17 pulgadas ha dejado de fabricarse, estando únicamente disponibles modelos en 20 y 24 pulgadas. El imán para colocar el Apple Remote en el lateral de la computadora ha desaparecido.
Fue presentado el 7 de agosto de 2007 a través de una Keynote que dio Steve Jobs en la sede central de Apple en California.
El 28 de abril de 2008 se hizo una actualización en las configuraciones del equipo, contando con los nuevos procesadores Intel Core 2 Duo de la novedosa arquitectura Penryn de 45 nanómetros. Los nuevos modelos van desde 2,4 GHz a 3,06 GHz, cuentan con 4 GiB de RAM como estándar a partir del modelo de 2,66 GHz, y, además, tienen como opción la tarjeta gráfica NVidia GeForce 8800 GT.

### iMac (Unibody)

#### Core i3, i5 e i7 de 21,5" y 27"

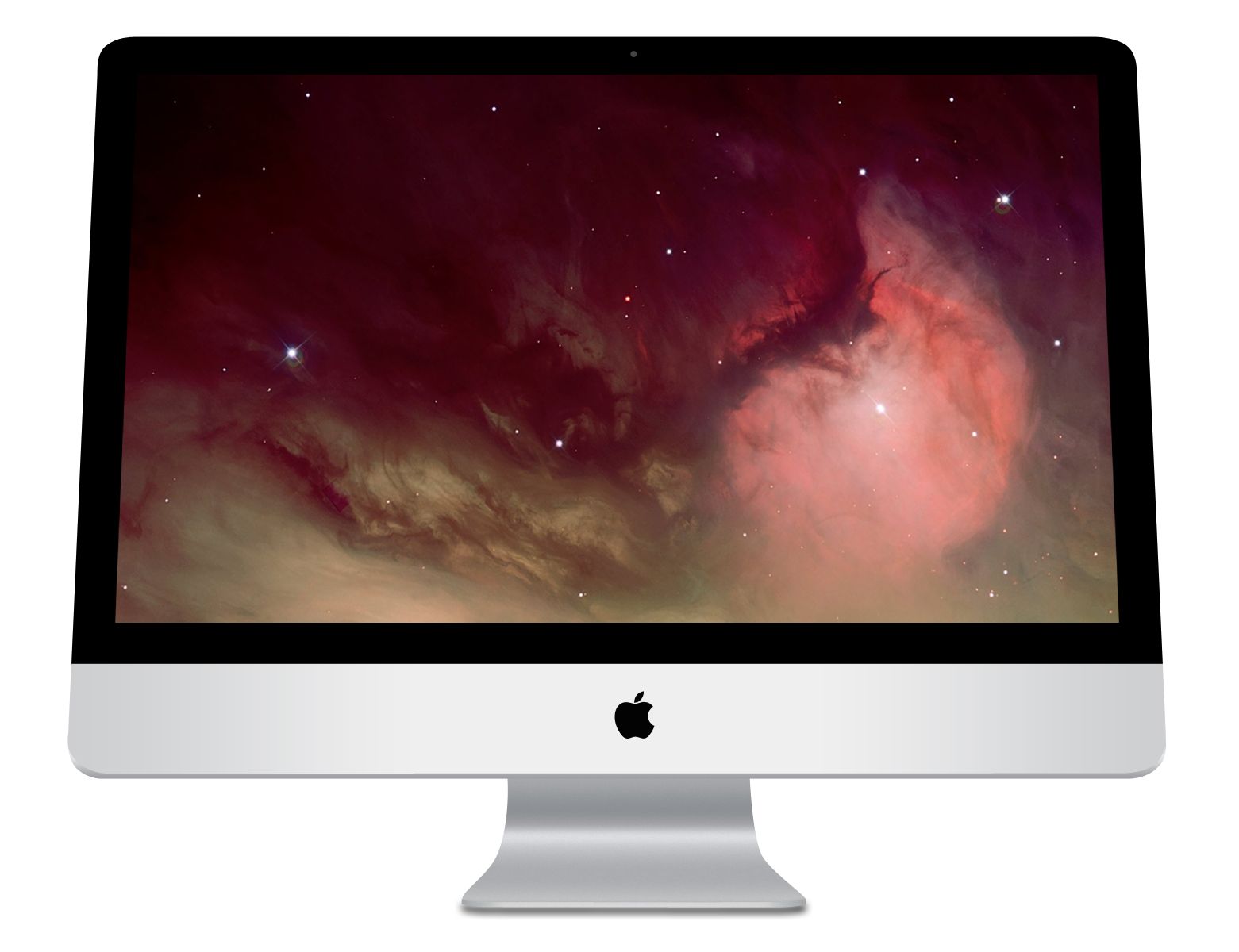
iMac (Unibody)

El 20 de octubre de 2009 se volvieron a actualizar las configuraciones del equipo, sólo que esta vez incluyeron también unos pequeños cambios en el diseño. El procesador puede ser Intel Core 2 Duo a 3,06 GHz o Intel Core i5/i7 a 2,66 o 2,8 GHz. La pantalla puede ser de 21,5" o de 27", ambas retroiluminadas por led. La tarjeta gráfica puede ser NVidia 9400M integrada, ATI Radeon HD 4670 con 256 MiB o una ATI Radeon HD 4850 con 512 MiB. El disco duro puede tener hasta 2 TB a 7200 RPM, y la memoria RAM hasta 16 GiB. Tiene una ranura para tarjetas SD, un puerto MiniDisplayPort, un puerto FireWire 800 y cuatro puertos USB 2.0.
El nuevo iMac cuenta con una parte inferior más estrecha, y con un ratio de 16:9 (en vez de 16:10 del modelo anterior) y el bisel inferior del cristal forma una línea totalmente recta, cosa que en el modelo anterior acababa en biseles redondeados.
Como novedad, en la caja vienen por defecto el Apple Keyboard inalámbrico y el Apple Magic Mouse.
Se producen cambios a nivel de hardware, tales como la inclusión de los nuevos procesadores de Intel i3 (2 cores, 4 threads) i5 (4 cores) e i7 (4 cores, 8 threads) en toda la gama (para más información consultar Core iX). Se producen cambios en las tarjetas gráficas: el modelo más básico es una 4750, hasta llegar a una 5730 de 1 GiB dedicado, aunque el de 27 pulgadas puede llevar una tarjeta gráfica de 2GB dedicadas. Por primera vez nVidia queda desplazada de la gama iMac por no ser competitivos sus productos para lo que Apple considera óptimo. Se introduce el Magic Trackpad.
El 3 de mayo de 2011 Apple apostó por actualizar sus iMacs, incluyendo un puerto Thunderbolt en los de 21,5 y dos en el de 27 pulgadas. Los procesadores son de cuatro núcleos Intel Core i5 e i7. Respecto al apartado gráfico, vino con un renovado chip gráfico AMD Radeon HD. También se integró una webcam para el uso del FaceTime HD.

### iMac (Retina)

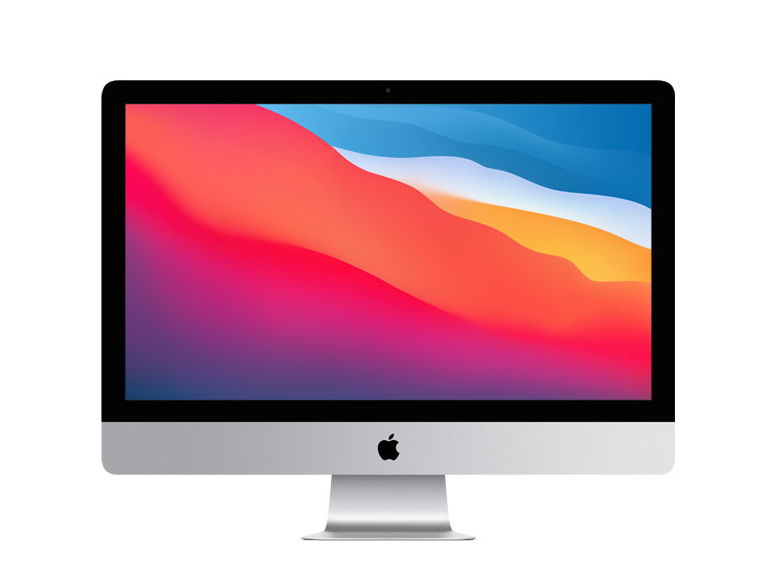
El iMac 27” pantalla retina 5K

En octubre de 2014 se presentó la generación iMac 27" con una pantalla Retina 5K (5120x2880) que incluía nuevas tarjetas gráficas de Intel Iris Pro 6200. En 2015 se presentó la gama de 21,5" con resolución 4K (3840x2160).

## Modelos basados en Apple Silicon

### iMac M1

iMac 24”

En 2021 Apple lanzó los iMac de colores que tienen el nuevo Chip M1 y Big Sur. La pantalla creció y ahora es de 24" pero aun así el iMac es más pequeño que otros años, puede tener hasta 2TB de almacenamiento.
| Modelo            | Modelo                  | iMac (M1, 2021) | iMac (M1, 2021) | iMac (M1, 2021) | iMac (M1, 2021) | iMac (M1, 2021) |
| ----------------- | ----------------------- | --- | --- | --- | --- | --- |
| Cronología        | Anunciado               | 20 de abril de 2021 | 20 de abril de 2021 | 20 de abril de 2021 | 20 de abril de 2021 | 20 de abril de 2021 |
| Cronología        | Lanzado                 | 21 de mayo de 2021 | 21 de mayo de 2021 | 21 de mayo de 2021 | 21 de mayo de 2021 | 21 de mayo de 2021 |
| Cronología        | ¿Descontinuado?         | En producción | En producción | En producción | En producción | En producción |
| Cronología        | ¿Sin soporte?           | Soportado | Soportado | Soportado | Soportado | Soportado |
| Modelo            | Identificador de modelo | iMac21,2 | iMac21,1 | iMac21,1 | iMac21,1 | iMac21,1 |
| Modelo            | Número de modelo        | A2439 | A2438 | A2438 | A2449 | A2449 |
| Modelo            | Número EMC              | 3664 | 3663 | 3663 | 3579 | 3579 |
| Modelo            | Número de parte         | MGTF3 (Plata), MJV83 (Verde), MJV93 (Azul), MJVA3 (Rosa) | MGPC3 (Plata), MGPM3 (verde), MGPK3 (Azul), MGPH3 (Rosa) | MGPD3 (Plata), MGPJ3 (Verde), MGPL3 (BAzul), MGPN3 (Rosa) | MGPF3 (Amarillo), MGPR3 (Naranja), MGPP3 (Púrpura) | MGPG3, MGPQ3, MGPT3 (Amarillo, Naranja o Púrpura) |
| Colores           | Colores                 | Plata Azul Verde Rosa | Plata Azul Verde Rosa | Plata Azul Verde Rosa | Amarillo Naranja Púrpura | Amarillo Naranja Púrpura |
| Pantalla          | Tamaño                  | 23,5 pulgadas (59,7 cm) | 23,5 pulgadas (59,7 cm) | 23,5 pulgadas (59,7 cm) | 23,5 pulgadas (59,7 cm) | 23,5 pulgadas (59,7 cm) |
| Pantalla          | Resolución y detalles   | 4480×2520 píxeles (218 ppp) Brillo de 500 nits Gama de color amplia (P3) Tecnología True Tone | 4480×2520 píxeles (218 ppp) Brillo de 500 nits Gama de color amplia (P3) Tecnología True Tone | 4480×2520 píxeles (218 ppp) Brillo de 500 nits Gama de color amplia (P3) Tecnología True Tone | 4480×2520 píxeles (218 ppp) Brillo de 500 nits Gama de color amplia (P3) Tecnología True Tone | 4480×2520 píxeles (218 ppp) Brillo de 500 nits Gama de color amplia (P3) Tecnología True Tone |
| Rendimiento       | Sistema en un chip      | Apple M1 | Apple M1 | Apple M1 | Apple M1 | Apple M1 |
| Rendimiento       | Procesador              | 5 nm 3.2 GHz ARMv8-A de 8 núcleos 4 núcelos de rendimiento «Firestorm» y 4 núcleos de eficiencia «Icestorm» (big.LITTLE) | 5 nm 3.2 GHz ARMv8-A de 8 núcleos 4 núcelos de rendimiento «Firestorm» y 4 núcleos de eficiencia «Icestorm» (big.LITTLE) | 5 nm 3.2 GHz ARMv8-A de 8 núcleos 4 núcelos de rendimiento «Firestorm» y 4 núcleos de eficiencia «Icestorm» (big.LITTLE) | 5 nm 3.2 GHz ARMv8-A de 8 núcleos 4 núcelos de rendimiento «Firestorm» y 4 núcleos de eficiencia «Icestorm» (big.LITTLE) | 5 nm 3.2 GHz ARMv8-A de 8 núcleos 4 núcelos de rendimiento «Firestorm» y 4 núcleos de eficiencia «Icestorm» (big.LITTLE) |
| Rendimiento       | Memoria                 | 8 GB de memoria LPDDR4X-4266 unificada Opcional: 16 GB solo en el momento de compra | 8 GB de memoria LPDDR4X-4266 unificada Opcional: 16 GB solo en el momento de compra | 8 GB de memoria LPDDR4X-4266 unificada Opcional: 16 GB solo en el momento de compra | 8 GB de memoria LPDDR4X-4266 unificada Opcional: 16 GB solo en el momento de compra | 8 GB de memoria LPDDR4X-4266 unificada Opcional: 16 GB solo en el momento de compra |
| Gráficos          | Gráficos                | GPU de 7 núcleos | GPU de 8 núcleos | GPU de 8 núcleos | GPU de 8 núcleos | GPU de 8 núcleos |
| Almacenamiento    | Estándar                | SSD de 256 GB | SSD de 256 GB | SSD de 512 GB | SSD de 256 GB | SSD de 512 GB |
| Almacenamiento    | Opcional                | SSD de 512 GB o 1 TB solo en el momento de compra | SSD de 1 o 2 TB solo en el momento de compra | SSD de 1 o 2 TB solo en el momento de compra | SSD de 1 o 2 TB solo en el momento de compra | SSD de 1 o 2 TB solo en el momento de compra |
| Conectividad      | Conectividad            | Wi-Fi 6 (802.11a/b/g/n/ac/ax) integrado Bluetooth 5.0 Gigabit Ethernet (opcional, integrado en la fuente de alimentación externa) | Wi-Fi 6 (802.11a/b/g/n/ac/ax) integrado Bluetooth 5.0 Gigabit Ethernet (estándar, integrado en la fuente de alimentación externa) | Wi-Fi 6 (802.11a/b/g/n/ac/ax) integrado Bluetooth 5.0 Gigabit Ethernet (estándar, integrado en la fuente de alimentación externa) | Wi-Fi 6 (802.11a/b/g/n/ac/ax) integrado Bluetooth 5.0 Gigabit Ethernet (estándar, integrado en la fuente de alimentación externa) | Wi-Fi 6 (802.11a/b/g/n/ac/ax) integrado Bluetooth 5.0 Gigabit Ethernet (estándar, integrado en la fuente de alimentación externa) |
| Cámara            | Cámara                  | Cámara 1080p FaceTime HD con procesador de señal de imagen en el chip M1 | Cámara 1080p FaceTime HD con procesador de señal de imagen en el chip M1 | Cámara 1080p FaceTime HD con procesador de señal de imagen en el chip M1 | Cámara 1080p FaceTime HD con procesador de señal de imagen en el chip M1 | Cámara 1080p FaceTime HD con procesador de señal de imagen en el chip M1 |
| Salida de vídeo   | Salida de vídeo         | Admite un montitor externo con resolución máxima 6K a 60 Hz | Admite un montitor externo con resolución máxima 6K a 60 Hz | Admite un montitor externo con resolución máxima 6K a 60 Hz | Admite un montitor externo con resolución máxima 6K a 60 Hz | Admite un montitor externo con resolución máxima 6K a 60 Hz |
| Audio             | Audio                   | Sistema de 6 altavoces y dos woofers con cancelación de fuerza, compatible con Dolby Atmos. Sistema de tres micrófonos con calidad de estudio, alta relación señal/ruido y tecnología beamforming direccional Puerto de auriculares de 3.5mm | Sistema de 6 altavoces y dos woofers con cancelación de fuerza, compatible con Dolby Atmos. Sistema de tres micrófonos con calidad de estudio, alta relación señal/ruido y tecnología beamforming direccional Puerto de auriculares de 3.5mm | Sistema de 6 altavoces y dos woofers con cancelación de fuerza, compatible con Dolby Atmos. Sistema de tres micrófonos con calidad de estudio, alta relación señal/ruido y tecnología beamforming direccional Puerto de auriculares de 3.5mm | Sistema de 6 altavoces y dos woofers con cancelación de fuerza, compatible con Dolby Atmos. Sistema de tres micrófonos con calidad de estudio, alta relación señal/ruido y tecnología beamforming direccional Puerto de auriculares de 3.5mm | Sistema de 6 altavoces y dos woofers con cancelación de fuerza, compatible con Dolby Atmos. Sistema de tres micrófonos con calidad de estudio, alta relación señal/ruido y tecnología beamforming direccional Puerto de auriculares de 3.5mm |
| Periféricos       | Periféricos             | 2 puertos Thunderbolt 3/USB-C 4.0 de hasta 40Gb/s (no admite eGPU) | 2 puertos Thunderbolt 3/USB-C 4.0 de hasta 40Gb/s (no admite eGPU) 2 puertos USB-C 3.1 Gen 2 adicionales de hasta 10Gb/s | 2 puertos Thunderbolt 3/USB-C 4.0 de hasta 40Gb/s (no admite eGPU) 2 puertos USB-C 3.1 Gen 2 adicionales de hasta 10Gb/s | 2 puertos Thunderbolt 3/USB-C 4.0 de hasta 40Gb/s (no admite eGPU) 2 puertos USB-C 3.1 Gen 2 adicionales de hasta 10Gb/s | 2 puertos Thunderbolt 3/USB-C 4.0 de hasta 40Gb/s (no admite eGPU) 2 puertos USB-C 3.1 Gen 2 adicionales de hasta 10Gb/s |
| Sistema Operativo | Inicial                 | macOS 11 Big Sur | macOS 11 Big Sur | macOS 11 Big Sur | macOS 11 Big Sur | macOS 11 Big Sur |
| Sistema Operativo | Último                  | macOS 13 Ventura | macOS 13 Ventura | macOS 13 Ventura | macOS 13 Ventura | macOS 13 Ventura |